# Guerrero del arco iris
Guerrero del arco iris es el tercer álbum de estudio del grupo musical argentino Rata Blanca, editado en 1991 por el sello discográfico Polydor. 
Es considerado por parte de los fanáticos y la crítica especializada como uno de los mejores trabajos del grupo. Este fue el último trabajo de Rata Blanca en ser prensado en disco de vinilo en Argentina, en edición de portada triple que se desplegaba, mostrando una foto de Rata Blanca a modo de póster.
El gran impacto y la impresionante recepción de su anterior disco, Magos, espadas y rosas, creó una inmensa expectativa ante la salida de Guerrero del arco iris, el cual antes de salir a la venta ya era disco de oro.
En 1991 alcanzaron su pico de mayor popularidad, al vender más de 200.000 copias de sus tres discos, apoyados en sus 120 conciertos a lo largo de la Argentina. En menos de un año, Guerrero del arco iris llegó a ser disco de platino.
Para cerrar un inmejorable año, presentaron oficialmente Guerrero del arco iris en el Estadio José Amalfitani ante más de 30.000 personas, con el grupo Attaque 77 como teloneros. Una gran parte del repertorio posee una fuerte identificación con la música clásica, sin perder la fuerza del heavy metal que los caracteriza, es por ello que en el cierre de la "Gira guerrera" (octubre del '92 en el Teatro Ópera), se presentaron con una orquesta de cuerdas e interpretaron un preludio de Johann Sebastian Bach, y un fragmento de la "Primavera" de Vivaldi.
La puesta tuvo el agregado de un "video wall" de nueve pantallas. 6.700 personas atendieron cada una de las tres funciones.
Como parte de la gira por los 25 años del grupo musical, en 2013 el disco fue representado en el Teatro Ópera, los días 28 y 29 de noviembre, con su formación original (a excepción de Hugo Bistolfi, quien fue reemplazado por Danilo Moschen).

## Lista de canciones

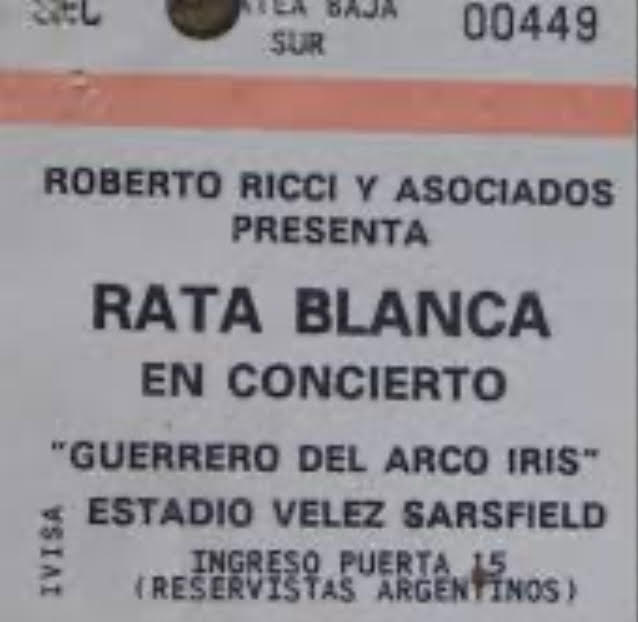
Ticket para presenciar a Rata Blanca en Concierto en el Estadio Vélez Sarsfield (28 de diciembre de 1991) para la presentación del álbum "Guerrero del Arco Iris".

1. «Hombre de hielo» - 5:10 - (Walter Giardino, Adrián Barilari)
2. «Ángeles de acero» - 3:47 - (W. Giardino, Gustavo Rowek)
3. «Noche sin sueños» - 6:07 - (W. Giardino, A. Barilari)
4. «La boca del lobo» - 3:40 - (W. Giardino, A. Barilari)
5. «Quizá empieces otra vez» - 6:10 - (W. Giardino)
6. «Guerrero del arco iris» - 5:00 - (W. Giardino)
7. «Abrazando al rock and roll» - 6:10 - (W. Giardino)
8. «Los ojos del dragón» - 4:44 - (W. Giardino, A. Barilari)
9. «Nada es fácil sin tu amor» - 7:29 - (W. Giardino)

## Miembros
- Adrián Barilari - Cantante.
- Guillermo Sánchez - Bajista.
- Gustavo Rowek - Baterista.
- Hugo Bistolfi - Tecladista.
- Sergio Berdichevsky - Guitarra rítmica.
- Walter Giardino - Guitarrista líder.